# MGM-29 서전트
MGM-29 서전트는 미국 육군의 단거리 지대지 미사일(SRBM)이다. 1962년부터 실전배치되었으며, MGM-5 코퍼럴 핵미사일을 대체했다. 서전트는 폭발력 200 kt인 W52 핵탄두를 탑재했으며, 발사중량 4.5톤에 사거리는 135 km이다. 1964년부터 1976년까지 서독에 배치되었다.

## 코퍼럴
제2차 세계대전이 끝나고, 미국은 독일의 V-2 로켓 기술을 습득했다. 그것으로 개발한 것이 MGM-5 코퍼럴이다. 미국 최초의 핵탄두 탑재 유도 미사일이다. 사거리 139 km이며, 1954년에 영국에 판매되었고, 1955년 미국에 실전배치되었다. 코퍼럴과 서전트는 모두 제트추진연구소에서 개발했다.
프라이빗은 일병, 코포럴은 상병, 서전트는 병장이라는 의미이다. 랜스는 좀 복잡한데, 랜스 코퍼럴, 랜스 서전트라는 계급이 영미권에서 옛날에 존재했다. 랜스 코퍼럴은 코퍼럴 보다 하나 아랫계급이고, 랜스 서전트는 서전트 보다 하나 아랫계급이었다. 그러나 모두 병사들 계급을 의미한다.
- V-2 로켓, 무게 12.5톤, 1단 액체연료, 사거리 320 km
- 프라이빗 로켓, 무게 240 kg, 2단 고체연료
- MGM-5 코퍼럴, 무게 5톤, 1단 액체연료, 사거리 139 km, 680 kg 60 kt W7 핵탄두, 독일 V-2 로켓 기술습득
- MGM-29 서전트, 무게 4.6톤, 1단 고체연료, 사거리 139 km, 430 kg 200 kt W52 핵탄두
- MGM-52 랜스, 무게 1.28톤, 1단 고체연료, 사거리 120 km, 122 kg 100 kt W70 핵탄두
- MGM-140 ATACMS, 무게 1.67톤, 1단 고체연료, 사거리 300 km, 재래식 탄두

## 랜스
서전트는 1972년 MGM-52 랜스로 대체되었다. 랜스 핵미사일은 폭발력 100 kt의 W70 핵탄두를 탑재하며, 무게 1.2톤, 사거리 120 km이며, 박정희 정부 시절에 대한민국에 배치되어, 북한에 핵공격력을 과시했다.
코퍼럴과 서전트는 핵미사일 전용이었는데 비해, 랜스는 재래식 탄두도 탑재했다. 그러나 박정희 정부 시절에는 주한미군의 랜스 미사일이 중성자탄을 탑재했다고 크게 보도되었었다.

## 에이태킴스
2011년 기준으로는 랜스 미사일을 대체하여 에이태킴스 미사일을 한국과 미국에서 사용한다. 랜스와 에이태킴스는 모두 M74 자탄을 사용하는 집속탄을 장착할 수 있는데, 사거리, 자탄수를 비교하면 다음과 같다.
- MGM-52 랜스, 무게 1.52톤, 사거리 70km, 484 kg (M74 822발)
- MGM-140A ATACMS, 무게 1.67톤, 사거리 128km, 560 kg (M74 950발)

언론에서는 이와 관련해서, 오보가 좀 있는데, M74 950발은 33,000m²를 초토화 한다. 그러나 한국 언론은 오보를 하여서, 에이태킴스 1발에는 자탄 300여 개가 들어 있어 축구장 3∼4개 넓이를 초토화할 수 있다고 한다. 반면에, 다른 보도에서는 현재 군에 배치된 에이태킴스는 950개의 자탄이 들어있어 축구장 3~4개 크기 지역을 초토화할 수 있다고 한다. 즉, 언론 보도를 보면 300발 버전과 950발 버전 모두 축구장 3-4개라고 보도해서, 정확하지 않다.
정확한 팩트는, M74 950발은 33,000m²를 초토화 하며, 일반적인 축구장의 넓이는 4,000~11,000평방미터이다. 한국군은 에이태킴스 M74 300발 버전을 구매했다. 사거리가 128 km에서 300km로 늘어난 대신, 자탄수는 1/3만 장착한 버전이다.

## 북한
2011년 기준으로, 북한은 KN-02 미사일을 실전배치했다. 코퍼럴, 서전트, 랜스, 에이태킴스와 북한의 KN-02는 같은 용도, 같은 사거리의 미사일이다.

## 스카웃 로켓
스카웃 로켓은 미국의 소형 인공위성 우주발사체이다. 4단 엔진 모두가 고체로켓으로서, 미국 최초의 완전한 고체연료 우주 발사체이다. 1단 엔진은 쥬피터 시니어와 미국 해군의 UGM-27 폴라리스 엔진을 조합한 것이고, 2단 엔진은 미국 육군의 MGM-29 서전트 엔진이며, 3단과 4단 엔진은 미국 해군의 뱅가드 로켓 엔진을 개조한 것이다.